# Happy (Teksas)
Happy – miasto w Stanach Zjednoczonych, w stanie Teksas, w hrabstwie Randall.